# CA San Martín de San Juan
Der Club Atlético San Martín ist ein Fußballverein aus San Juan im Westen Argentiniens. Der 1907 gegründete Klub spielte in der Saison 2011/12 in der Primera División.

## Geschichte
Die bisher einzige Teilnahme an der ersten argentinischen Liga gelang San Martín im Jahre 1970, doch als Tabellenletzter musste der Verein sofort wieder den Gang in die Zweitklassigkeit antreten. Nach weit über 30 Jahren gelang erst in der Spielzeit 2006/2007 wieder die Rückkehr in die erste Liga. Um den zweiten Aufstiegsplatz konnte sich San Martín mit 3:2 n. V. gegen den Mitaufsteiger CA Huracán durchsetzen. Das Tor fiel erst in der 8. Minute der Nachspielzeit. 
Schon bald musste San Martín jedoch wieder absteigen. In der Saison 2010/11 wurde man Dritter in der Primera B Nacional und durfte nach gewonnenen Relegationsspielen gegen Gimnasia y Esgrima de La Plata in die höchste Spielklasse im argentinischen Fußball aufsteigen. Nach einem Abstieg gelang 2024 der Wiederaufstieg in die Primera División.

## Stadion
CA San Martín spielt im Estadio del Bicentenario in San Juan. Das Stadion bietet Platz für 25.000 Zuschauer und wurde im Jahr 2011 eröffnet. Hier finden auch Spiele der Copa América 2011 statt, aus deren Anlass die Sportstätte errichtet wurde.

## Trainerhistorie
- März 2011 bis April 2012: Daniel Garnero
- Juli 2013 bis September 2013: Daniel Garnero[1]
- Januar 2015 bis November 2015: Carlos Mayor[2]

## Bekannte ehemalige Spieler
- Néstor Craviotto (1999–2000)
- Christian La Grotteria (1997–1998)
- Pablo Marini (1996–2000)
- Luciano Olguín (2004)
- Germán Pietrobon (2005–2006)
- Rodolfo Rodríguez (1985–2006)
- Ismael Sosa (2006)
- Marcelo Carrusca (2011–2012)

### Clubdaten
- Spielzeiten in Liga 1: 2 (Nacional 1970 und 2007/2008)
- Beste Position Liga 1: 10. Platz (1970)
- Schlechteste Position: 10. Platz (1970)
- Höchster Sieg: San Martín – Gimnasia y Esgrima de La Plata 6:3 (8. November 1970)
- Höchste Niederlage: CA Atlanta – San Martín 5:0 (1. November 1970)

## Erfolge
- Liga Sanjuanina de Primera División: 1921 (nicht offiziell), 1924, 1926, 1932, 1937, 1940, 1941, 1943, 1948, 1951, 1954, 1955, 1956, 1957, 1960, 1964, 1967, 1969, 1977, 1980, 1989, 1990, 1992, 1994, 1995 und 2004.